# Josep Preses i Marull
Josep Preses i Marull (anomenat també Josep de Preses) (Sant Feliu de Guíxols, 1780 - Madrid, 1842) fou un polític i escriptor català.

## Biografia
Fill de Josep Presas i de Margarida Marull i Cervera, de molt jove anà al Virregnat del Riu de la Plata i es doctorà en teologia a Buenos Aires. Més tard va anar al Brasil, on fou secretari de la reina Carlota Joaquima de Borbó (esposa de Joan VI de Portugal i germana de Ferran VII d'Espanya i gestionà la seva possible successió al tron hispànic (o, eventualment al de les colònies d'Amèrica) arran del captiveri de Ferran VII a França. Posteriorment fou oficial reial i comptador de l'administració reial a Zacatecas, Mèxic. Va tornar a la península i publicà a Madrid una "Memoria sobre el estado... en què se hallaba el reino de Nueva España en... 1823" (1824) i introduí la cria de la cotxinilla a Màlaga.
Oposat a l'absolutisme, però, s'exilià aviat i s'establí a Bordeus, on publicà obres polítiques liberals com Pintura de los males que ha causado a España el gobierno absoluto de los dos ultimos reinados... (1827, publicat alhora en francés), Juicio... sobre las... causas de la revolución de la América Española (1828), Filosfia del trono y del altar, del imperio y del sacerdocio... (1829) i unes Memorias secretas de... Doña Carlota Joquina de Borbón... (1830). S'acollí a l'amnistia de Maria Cristina de Borbó i se n'anà a Madrid (1834), on publicà manuals d'història i cronologia.